# 활

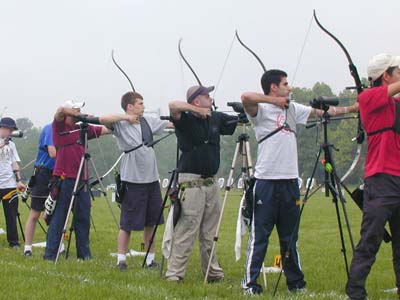
양궁 대회

활 또는 궁(弓, 영어: bow)은 인류의 가장 오래된 무기 중의 하나이다. 활은 탄성력을 이용해 화살을 빠른 속도로 발사하여, 화살을 표적에 닿게 한다. 과거에는 전쟁에서의 무기 혹은 수렵을 위한 수단으로 사용했었으나 현재에는 사냥 및 스포츠의 용도로 사용한다.

## 어원
'활'은 고유한 한국어로 뜻이 확실하지는 않지만 비슷한 말들이 있어 미루어 살펴볼 수 있다. '활개'는 두 날개, 두 팔 또는 두 다리를 벌렸을 때를 가리키는 말이며, '활개치다'는 새가 날개를 치는 것을 말한다. 즉 '활'은 두 팔이나 날개를 쫙 편 상태를 말한다. 또한 '훨훨'과 '휘다', '휘어지다'와 관련이 있을 것으로 추정한다. 또한 '활'은 나무를 가리키는 경우가 있는데, '화라지'는 '활+아지'가 변한 말로 옆으로 길게 뻗은 나뭇가지를 땔나무로 이를 때 쓰는 말이며, '회초리'와 닭이 올라가 앉는 나무인 '홰'도 활과 같은 어원을 가지고 있다. 이런 말들을 고려해 볼 때 '활'은 가늘고 기다란 것을 휘이기 위해서 두 팔을 쭈욱 펴는 것을 가리킨다.

## 역사[2]
활은 후기 구석기시대에 처음 등장한 것으로 알려져 그 역사가 상당히 길다. 구석기 시대 유적지에서 뗀돌살촉과 같은 것들이 발견되기도 했다.  활은 등장한 이래 화기가 등장하기까지 인류의 주력 원거리 무기로 오랫동안 사용되었다. 최초에는 사냥용으로 발명, 사용되었을 것으로 추측되나 모든 무기가 그렇듯 점점 전쟁 무기로 사용되었다. 오늘날에는 전투 무기보다는 스포츠의 하나로 자리잡았고, 양궁은 올림픽 종목으로 채택되기도 하였다.  투창, 투석기등과는 차별되는 장점으로 먼 거리에서 적을 타격할 수 있으며 양산이 쉽고 대규모로 운용하기 좋아 궁병은 보병의 보조 부대로서 중요한 입지를 가지게 된다.

### 활의 발전
초기에는 하나의 재료를 사용해 만든 단궁(單弓)이 사용되었으나 위력을 강화하려면 지나치게 크고 무거워지는 단점이 있었다. 이 단궁의 가장 대표적인 예시가 영국의 장궁, 일본의 대궁이 있는데, 영국의 웨일스 장궁은 180~200cm, 일본의 대궁은 220cm에 달할 정도로 크기가 매우 컸다.
이러한 단점을 보완하기 위해 등장한 것이 강화궁이다. 강화궁은 궁체를 끈과 같은 것으로 감아, 궁체의 저항력을 높인 것이다.

### 국가별 활의 역사

#### 파르티아

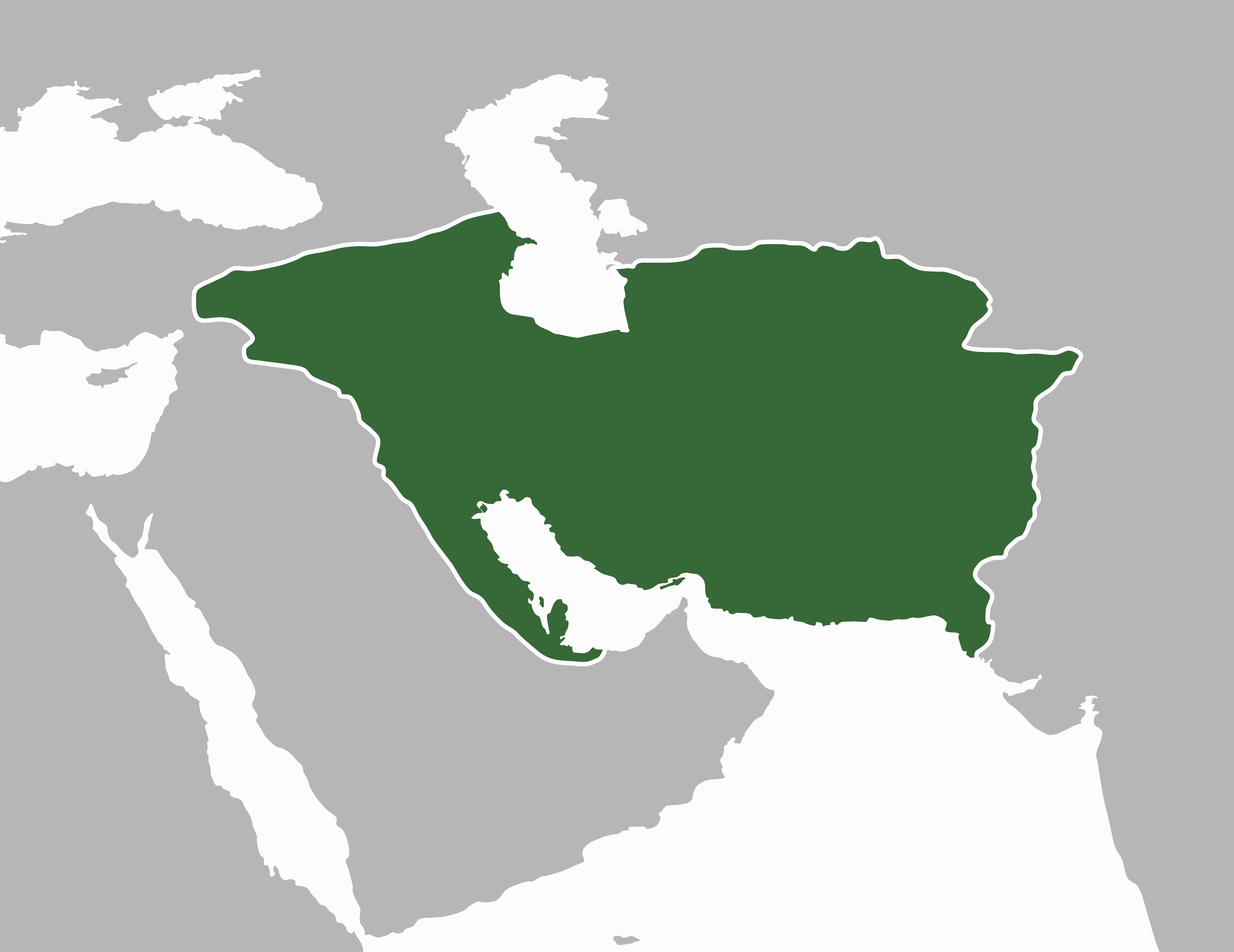
파르티아

유목 민족은 목축을 하는 그 특성상 병력의 대부분이 기병이었는데, 파르티아 역시 유목민 부족 국가답게 기병을 주력으로 운용하였다. 그러나 파르티아 기병의 특이한 점은 기병의 다수를 경무장한 궁기병으로 구성하였다는 점이다. 이 궁기병들은 파르티안 사법이라고 하여 말을 타고 진행하면서 진행 방향의 좌측으로 몸을 틀어 후방으로 화력을 투사하는 전술을 구사했다. 이것은 흔들리는 말 위에서 두 손을 놓고 활을 조준하는 만큼 등자가 발명되지 않았던 시기에는 상당한 난이도의 고급 기술이었으며, 유목민이 아니면 집단으로 구사하기 힘든 전술이었다.
이런 전술로 적을 원거리에서 교란시킨 후 적의 대열이 흐트러지면 소수의 중갑기병(카타프락토이)들이 돌진하는 것이 파르티아의 대표적인 전투 방식이었다. 이 전술로 대승을 거둔 유명한 전투가 바로 카르헤 전투이다. 기원전 53년 삼두정치의 일원이었던 크라수스가 4만명에 이르는 대군을 끌고 파르티아 원정을 나섰고, 당시 왕위 쟁탈전이 끝난 지 얼마 되지 않았던 파르티아 국왕 오로데스는 수레나스라는 장군에게 이 대규모 침공에 맞서도록 한다. 수레나스는 기존에 사용되던 직궁 두개를 접합시켜 가운데를 보강한 복궁을 개발하여 탄성을 크게 만들었다. 이렇게 위력을 배가시킨 복궁으로 무장한 경기병 1만 명은 기병 10기당 한 마리의 낙타에 화살을 가득 실은 채 카르헤에서 로마군을 마주한다. 파르티아군은 로마군 중장보병의 밀집대형에 돌격하지 않고 주변을 멤돌며 활로 사격만 가했다. 원래대로라면 로마군의 방패를 뚫지 못했을 테지만 위력이 훨씬 강화된 복궁 때문에 로마군은 파르티아군의 공격을 받아낼 수 없었고, 기동력의 차이를 이용해 거리를 유지하며 화살만 날리는 파르티아군에 대응하지 못해 엄청난 사상자를 내고 나머지 병력은 항복한다. 크라수스는 도주 중 살해당했고, 이로써 삼두정치는 무너지게 된다.

#### 고대 영국
고대 영국은 장궁 중 가장 유명한 잉글리시 롱 보우(English long bow)를 사용했다. 이 잉글리시 롱 보우는 5피트 5인치~6피트(약 170~180cm)애 달해 당시 영국인들의 평균 신장인 5피트보다도 컸다. 이는 주목(Yew)로 만들었기 때문에 잉글랜드 궁수들을 요맨(Yewman)이라고 부르기도 했다. 이 궁수들은 백년전쟁, 그 중에서도 유명한 크레시 전투 당시 크게 활약했다. 당시 영국 국왕 에드워드 3세는 샤를 4세가 사망한 후 당시 법 관행에 따라 프랑스 왕위를 주장했고, 이에 프랑스 왕위를 계승한 필리프 6세와의 갈등이 전쟁으로 비화한 것이 백년 전쟁이다. 이 중 크레시 전투에서 영국군이 승리하는데 지대한 역할을 한다. 필리프 6세는 강력하기로 이름난 제노바 석궁병 1만 5천명을 고용, 크레시 전투에서 이들을 선봉으로 세웠으나 잉글랜드 장궁병들은 우월한 사거리를 이용해 이들은 선제타격, 이후 돌격하는 프랑스 기사들까지 모두 격파한다. 이로 인해 당시 중요한 전력이던 기사단이 강력한 장거리 무기 앞에서 무력함을 드러내게 되었다.

#### 한국
한반도인들은 고대부터 활을 매우 애용했고, 그 발전의 수준도 상당했다. AD 5세기 무렵부터 전 세계로 보급된 복합궁의 기원이 중국의 기록 상 동이(東夷)라는 주장도 있다. 이에 대한 다큐 등도 다수 존재한다. 이후 18~19세기가 되어 화승총을 주력 무기로 채택하기 전까지 한반도의 국가들은 계속해서 활을 중요하게 여기고 활용했다. 오늘날에도 대한민국은 올림픽 양궁 종목에서 매우 우수한 성적을 거두는 중이다.
왜 한반도에서 활이 그렇게 중시되었는가에 대해서는 병력의 열세를 극복하기 위해서라는 의견이 유력하다. 동북아시아 주도권 다툼에 있어 항상 중국이라는 거대한 세력과 싸워야 했던 한반도 국가들은 병력의 절대적 열세에 부딪힐 수밖에 없었다.

##### 석기시대 한국의 활
활의 경우 나무, 소의 뿔과 힘줄 따위로 만들어진 유기물질이어서 현대까지 남아있는 활의 유물은 거의 대부분 조선시대의 것이다. 하지만 돌, 청동, 철로 된 화살촉은 한반도 전역에서 광범위하게 출토되고 있다. 우리나라에서 주로 출토되는 신석기 시대석촉은 평평한 육각형의 형태가 주를 이루고 있으며, 대표적으로 평남 온천군 운하리 궁산 유적, 승호군 금탄리 지대 유적, 암사동 유적지 등이 있다. 당시에는 기술이 발전하지 않아 화살대의 끝부분을 쪼갠 후 화살촉을 끼워 묶었을 것으로 추정된다.

##### 고대 한국의 활

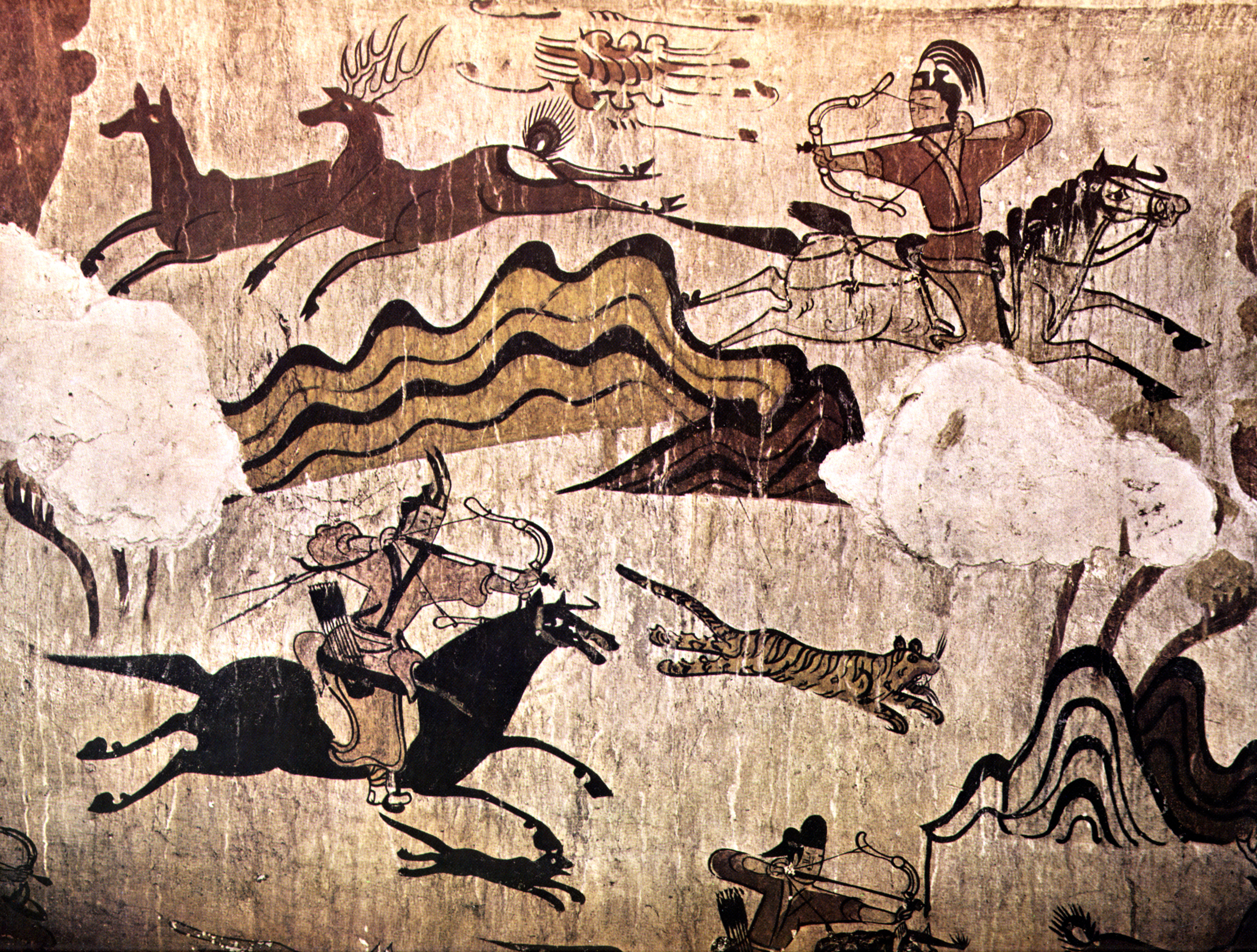
무용총 <수렵도>

고대 중국 역사서인 <삼국지 위지동이전>에서는 고조선을 언급하면서 그 특산품으로 '낙랑단궁'을 꼽았다. 여기서 단 자는 박달나무 단檀자여서 박달나무로 만든 것이 아닌가 추정하기도 했지만 조선 후기 실학자 이익은 이것이 단군이라는 뜻으로 쓰였다고 했다.  이것은 고구려의 '예맥각궁'과 구분이 되는가에 대한 논란은 있지만, 삼국시대의 활은 대부분 맥궁이라는 이름으로 불리고 있다.
고구려의 태조 주몽은 그 이름이 '활을 잘 쏘는 사람'라는 뜻으로, 고구려가 활쏘기를 즐겨 하고 잘 하는 기마민족임을 시사한다. 고구려의 활은 무용총의 벽화 <수렵도>에서 잘 드러난다. 형태상 만궁으로 분류되며, 길이 80cm 정도의 단궁으로 현대의 흑/백각궁과 흡사하다. 고구려는 산성을 쌓을 때 치(稚)라고 하는 특수한 구조물을 만들었는데, 이는 일정 간격을 두고 성벽에 돌출된 부분을 세워 성이 마치 톱니바퀴의 형상을 가지도록 하는 것이다. 이 치 위에서 고구려군은 성벽 밑으로 달라붙은 적병을 활로 쉽게 제압할 수 있었다. 이것은 고구려가 활의 중요성을 이해하고 고도로 활용한 사례로, 이 개념은 후에도 남겨져 조선의 수원화성에도 이런 구조물이 있다.
백제 지역인 전남 나주 번남면 신촌리 9호분 을옹관에는 만궁의 파편이 출토되었는데, 백제가 고구려의 영향을 받은 것으로 예상된다. 신라 또한 22종으로 분류된 군사 특기 중 궁자(弓子)라고 불리는 궁수들이 포함되어 있었으며 궁술을 관할하던 기관인 '노당'까지 설치하여 관리할 정도로 궁술을 중요시 여겼다. 또한 금관총에서 세 개의 활고자가 나왔는데 이를 바탕으로 신라의 활 형태를 추측했을 때 신라 역시 짧은 단궁, 그리고 만궁의 형태였을 것이라고 한다. 가야에서도 비슷한 유물이 출토되는 것으로 보아 삼국시대 한반도의 활의 형태는 모두 엇비슷했을 것이다.
이 세 국가의 유물에서 공통적으로 발견되는 것이 바로 명적인데, 명적은 화살촉이나 화살촉 바로 아래 녹각이나 청동, 철로 원형의 구를 만들어 붙이고 여기에 구멍을 뚫어 날아가면서 공기의 흐름으로 날카로운 소리를 내개 하는 것이다. 명적이 달린 화살 수백, 수천 발이 동시에 날아가면서 나는 소리는 적에게 큰 심리적 압박감을 주었다. 2차 세계대전 당시 독일 공군의 급강하폭격기 슈투카가 공압식 사이렌을 달아 적에게 심리적 압박감을 준 것과 비슷한 원리가 고대에도 쓰인 것이다.
고구려와 백제, 신라 삼국은 활쏘기를 상당히 중요시하여 역대 왕들이 활쏘기를 즐겼다는 기록도 많고, 중국 측 역사서에서도 이들이 명절 등 연회에서 활쏘기를 즐겼다는 기록이 남아 있다.

##### 고려 및 조선의 활

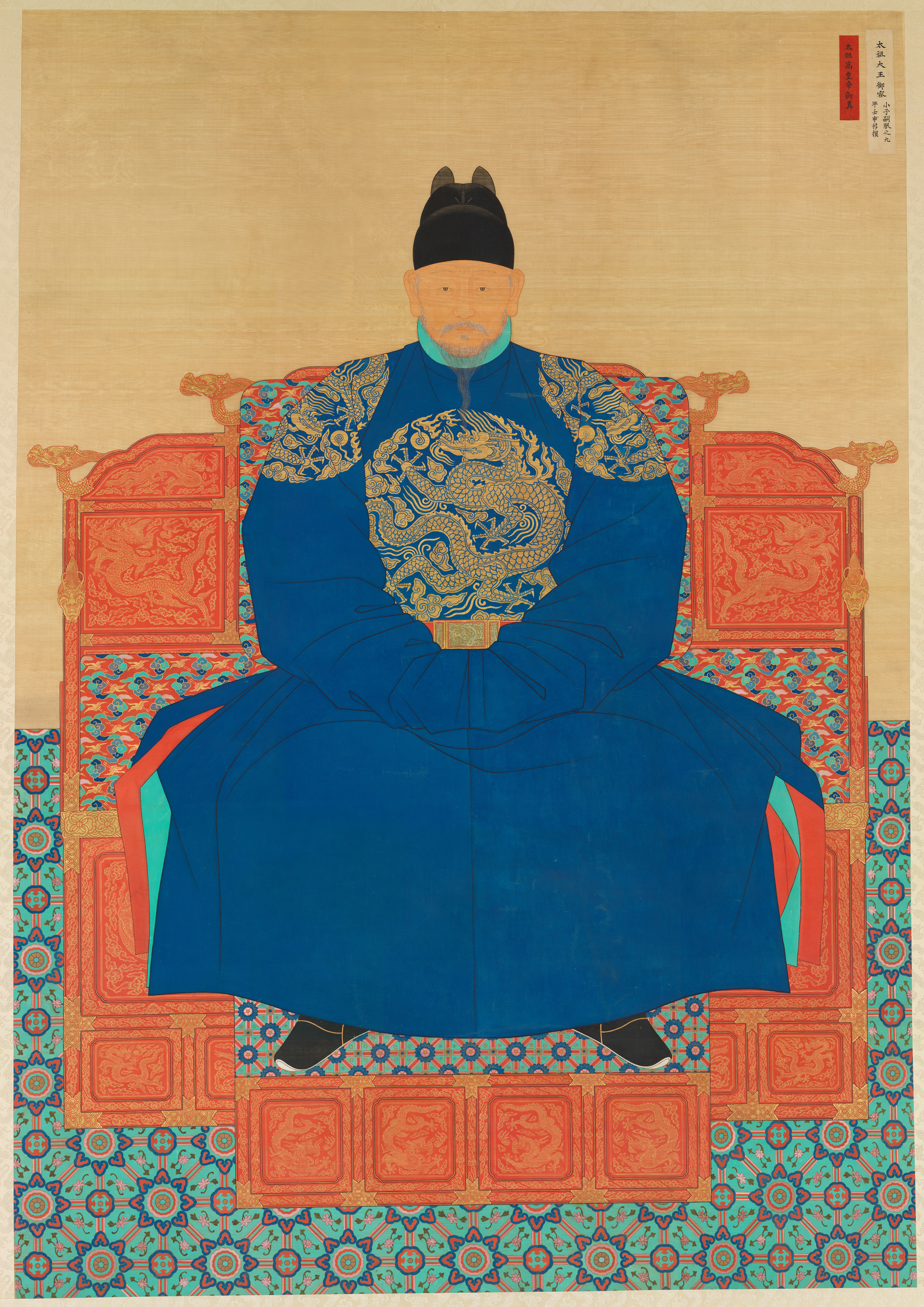
신궁으로 불린 태조 이성계

고려 역시 궁수를 경국, 사궁, 정노, 강노 등 세분화하여 편제를 만든 것으로 보아 활의 전력을 상당히 중요시한 것을 알 수 있다. 조선시대 들어서는 활쏘기를 유교의 육예인 예(禮), 악(樂), 사(射), 어(御), 서(書), 수(數) 중에 사(射)라고 하여 하나의 덕목으로 여겼기에 일종의 교양 과목으로서 많이 애용하였다. 태조 이성계 역시 신궁이라고 평할 정도로 활쏘기 실력이 좋았으며, 조선의 활에 대해서는 많은 이들이 말을 남겼다. 이수광은 "조선의 편전, 중국의 창법, 일본의 조총은 천하의 제일이다"라고 했으며 성호 이익 역시 동방에서 가장 위력이 좋은 무기라고 칭찬했다.
조선 중기 임진왜란과 병자호란이 터지면서, 이 전쟁에서 활의 활약도 많이 기록되어 있다. 왜의 조총에 비하여 열세인 면도 있었으나 나름의 장점을 잘 살려 이에 맞섰다. 조총이 도입되었으나, 여전히 조선은 활을 주요 무기로 사용했다. 조선 후기 군 편제를 보면 부대를 크게 총과 화포를 사용하는 포(包), 창칼을 이용하여 전투를 하는 살(殺), 활을 쓰는 사(射)로 구분하였다. 활을 여전히 총과 화포, 창칼과 같은 수준의 편제로 운용한 것이다.

### 현대의 활
현대에는 화기가 급격히 발전하여 활보다 모든 면에서 압도적인 성능을 자랑하므로 전쟁 무기로서의 지위는 잃은 지 오래되었고, 하나의 스포츠로 남아 있다. 올림픽 정식 종목에도 채택된 바가 있다.

#### 스포츠로서의 활
- 국궁(궁도)

양궁 선수의 모습

일정한 거리 밖의 표적을 각궁으로 쏘아 맞추는 스포츠.
- 양궁

일정한 거리 밖의 표적을 활로 쏘아 맞추는 스포츠. 리커브보우나 컴파운드보우(합성궁)을 사용한다.

## 활의 위력
현재 활을 사용하는 스포츠 중 가장 대중적인 양궁에서 사용하는 리커브 보우(Recurve Bow)의 사거리는 200~ 900m사이이다. 발사된 화살은 초당 52m 정도를 날아가며, 66cm 화살을 18kg 강도의 탄성으로 발사했을 때 1mm의 철판을 관통한다. 활의 종류 그리고 화살의 종류에 따라 세부적인 위력은 상이하지만, 조총이 개발되기 전까지 활처럼 원거리의 표적에 상당한 피해를 줄 수 있는 무기는 활이 유일했다.

### 활과 화살 vs 총과 총알[10]
총알은 일반적으로 화약의 폭발력으로 발사된다. 반면에 화살은 기본적으로 활 시위로 만들어낸 활대의 탄성력을 이용해 발사된다. 이러한 발사 방식의 차이로 인해 일반적으로 총알이 화살보다 빠르게 날아간다. 사람의 손으로 만들어낸 탄성력이 화약의 폭발력보다 크기는 힘들기 때문이다. 그렇기에 총알은 화살보다 속도가 빠르고, 가볍기 때문에 화살보다 더 멀리, 더 빠르게 날아간다. 화살은 총알보다 무겁고, 추진력의 근원이 탄성력이기에 총알보다 더 느리고 짧게 날아간다. 즉, 총알이 화살보다 속도가 빠르고 운동에너지가 높기 때문에 충격량 자체는 총알이 화살보다 높다. 하지만, 관통력의 경우 총알의 우위는 절대적이지 않다. 그 이유는 화살촉에 있다.
화살촉의 재질에 따라 달라지겠지만, 일부 화살촉은 외부 충격에 최대한 변화하지 않도록 설계되었고, 특정 물체를 완전히 뚫어내기 위해 뾰족하게 설계되었다. 그렇기에 발사된 화살이 충분한 운동 에너지를 가지고 있고 충돌 시에 화살촉보다 더 단단한 물체와 충돌하지 않는다면, 특정 물체를 완전히 관통할 수 있다. 즉, 어떤 상황에서는 화살이 총알보다 사물을 관통하는 데 더 효과적일 수 있다. 대표적인 예시로 방탄 조끼가 있다.
방탄 조끼의 두께와 구성, 활의 힘, 화살촉의 유형 및 기타 다양한 요소에 따라 다르겠지만, 일반적으로 화살은 케블라(Kevalr, 방탄 조끼에 사용되는 일반적인 소재) 방탄조끼를 관통할 수 있다. 케블라 방탄조끼는 케블라(Kevalr) 섬유라는 재질을 통해 탄환의 충격 지점에서 총알의 충격을 분산, 최소화하는 원리이다. 그러나 화살의 경우 운동 에너지가 충분한 화살과 화살촉(일반적으로 끝이 뾰족하고 튼튼한)이 조끼의 섬유 사이를 효과적으로 뚫어내기 때문에 쉽게 조끼를 관통할 수 있다. 대부분의 저구경 총알이 방탄조끼를 관통하지 못한다는 것을 고려한다면, 화살은 생각 외로 관통력이 우수하다는 것을 알 수 있다. 물론 고구경 소총탄이나 특수하게 제작된 탄보다는 관통력이 높지는 않지만, 활이 총이 개발되기 이전부터 이용되어 온 오래된 무기라는 것을 고려한다면, 활이 오랜 기간 동안 전쟁 무기로서의 지위를 유지해올 수 있었던 이유를 엿볼 수 있다.

## 구조[11]

### 활대

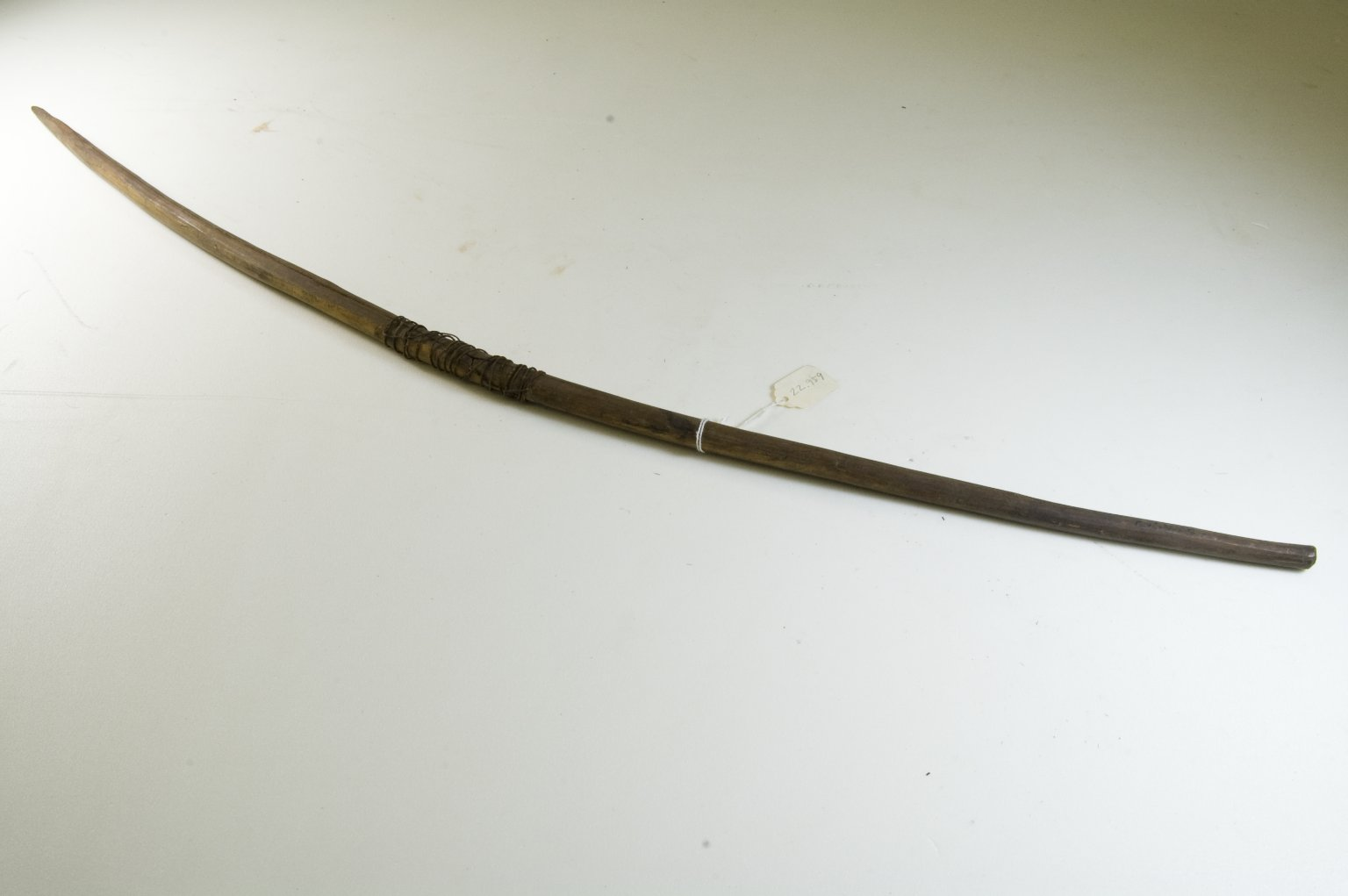
브루클린 박물관에 전시되어 있는 장궁. 단일한 나무로 만들어진 것을 확인할 수 있다.
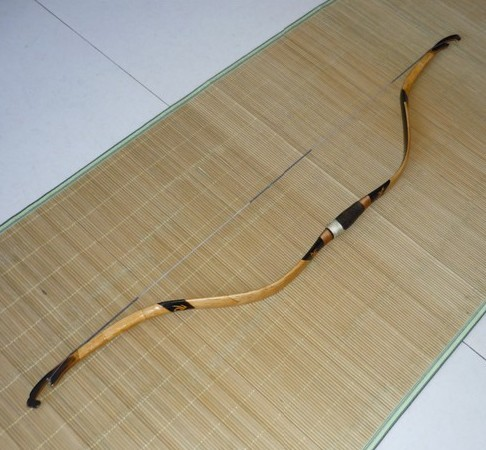
두개의 나무로 활대가 구성되어 있는 것을 확인 할 수 있다.

활의 기본이 되는 몸체이다. 대나무나 나무, 쇠와 같이 탄력이 있는 재료로 제작되며, 시위를 이용해 반달모양으로 휘게 만들어 활대 자체의 탄성을 이용해 활을 나가게 하는 부위이다. 한 쌍의 구부러진 탄력있는 나무의 가운데를 연결한 형태지만, 영국의 장궁과 같은 활의 활대는 하나의 나무로 만들어지기도 했다. 활대의 양 끝은 시위라고 불리는 줄로 연결되어 있다.

시위를 당김으로써 활대가 휘어지는 모습. 시위를 이용해 활대의 탄력을 만들어 화살을 쏜다.

### 시위
활대의 양 끝을 묶는 줄이다. 시위를 당겨 활대를 휘게 만들어 탄성을 만든다. 시위에는 화살을 놓는 위치가 표시되어 있는 경우도 있다.

## 활의 사법
활의 사법이란, 활을 쏘는 자세와 방법을 의미한다. 활의 종류가 매우 다양하므로, 현재까지 스포츠로 남아있어 자세별 명칭이 명확한 경우에만 서술한다.

### 국궁의 사법[14]
들어서기, 살 먹이기, 깍지걸기, 줌 쥐기, 활 들어올리기, 활 펼치기, 발시, 거두기 순으로 진행된다.

#### 들어서기
과녁을 기준으로 몸통과 발끝을 2시 방향으로 향해 서고, 발 간격은 어깨너비로 벌린다. 몸통과 골반까지 상하체가 일치되어 2시방향을 향하고 앞발 끝은 1시 방향으로 조정한다. 발의 중심은 앞부분에 힘이 가도록 하되 뒷부분이 들리지 않도록 한다.

#### 살 먹이기
활 시위에 화살을 거는 동작. 시위에 화살을 끼우는 자리를 오늬자리라고 하며, 절피라고도 부른다. 시위에 화살을 끼울 수 있는 부위를 오늬라고 한다. 절피에 오늬를 끼울 때에는 항상 같은 자리에 정확히 끼워야한다.

#### 깍지걸기
시위에 건 화살과 시위를 감아쥐는 동작. 시위를 건 엄지나 각지를 깊게 넣어 감아쥐면 발시 때 깍지 손이 느려지므로 엄지와 인지 사이에 작은 구멍이 생기도록 하여 시위를 걸어야 발시 동작이 간결하고 빨라진다.

#### 줌 쥐기
활을 쥐는 동작. 활을 1시 방향으로 돌려 활을 든 팔과 시위 사이의 거리가 3~5cm정도가 되게 활을 쥔다.

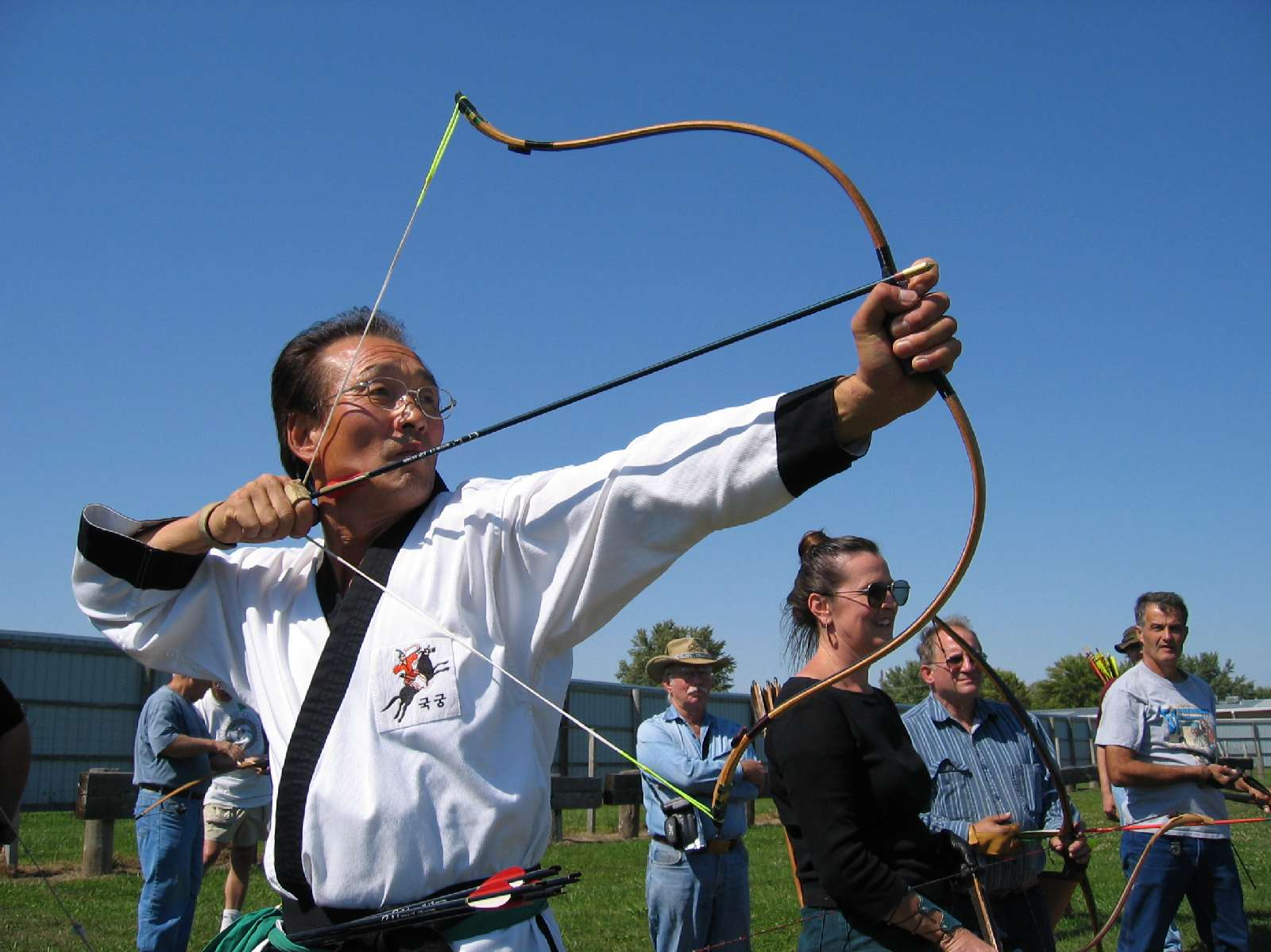
활 들어올리기 후 활 펼치기 자세를 취하고 있는 모습

#### 활 들어올리기
과녁 방향으로 양팔만 이동하면서 활을 쥔 손은 이마보다 약간 높게 하고, 시위를 건 손의 팔꿈치는 하늘로 추켜올리며 활의 방향은 1시 방향으로 기울인다.

#### 활 펼치기
활 시위를 당기는 동작. 이때 활을 든 팔의 어깨가 솟아오르지 않게 조심한다.

#### 발시
시위를 놓아 활을 발사하는 동작. 시위를 놓음과 동시에 양쪽 팔은 힘의 방향으로 자연스럽게 이동해야한다.

#### 거두기
발과 몸통을 움직이지 않고 양 손을 천천히 내리며 몸에 남아 있는 긴장을 풀어주는 동작이다.

### 화궁의 사법[15]
아시부미(足踏み, あしぶみ), 도우즈쿠리(胴造り, どうづくり), 유가마에(弓構え, ゆがまえ), 우치오코시(打起し, うちおこし), 히키와케(引分け, ひきわけ), 카이(会, かい), 하나레 (離れ, はなれ),  잔심 (残心, ざんしん), 순으로 진행된다.

#### 아시부미 (足踏み, あしぶみ)
화궁을 쏘는 위치로 향해서 두 다리를 딛는 기본 동작을 말한다.

#### 도우즈쿠리 (胴造り, どうづくり)
아시부미를 기로초 두다리 위에 상체를 안정적으로 취하는 동작과 자세를 말한다. 화궁의 하단을 왼쪽 무릎 앞에 두고 활을 정면으로 삼는다. 오른손은 오른쪽 허리 근처에 둔다. 답보와 함께 활을 쏘기 위한 기본 자세를 만든다.

#### 유가마에 (弓構え, ゆがまえ)
화살을 메기고 활을 당기기 전에 치를 준비동작을 말한다.

#### 우치오코시 (打起し, うちおこし)
화궁을 머리 위로 올리는 자세를 말한다. 화궁과 화살을 두 주먹에 쥐고 위에 드는 동작이다.

#### 히키와케 (引分け, ひきわけ)
우치오코시 동작에서 두 주먹을 좌우로 벌리며 끌어래니는 동작을 말한다.

#### 카이 (会, かい)
카이는 형식상 화궁을 미는 힘과 현을 당기는 힘이 공평하게 되고, 화살이 과녁을 노리는 상태를 말한다.

#### 하나레 (離れ, はなれ)
화살을 쏘았을 때 동작이다.

#### 잔심 (残心, ざんしん)
화살을 쏘고 난 뒤 자세를 '잔심'이라고 한다. 활을 쏜 후 그 자세를 몇 초 유지하면서 심신에 힘을 푼다. 정신을 의미할 때는 '잔심', 몸을 의미할 때는 '잔신'이라고 한다.

### 양궁의 사법
스탠스(Stance), 노킹(Nocking), 그립(Grip), 후킹(Hooking), 셋업(Set up), 드로잉(Drawing), 앵커링(Anchoring), 릴리즈(Release), 팔로우 스로우(Follow through) 순으로 진행된다.

##### 스탠스(Stance)[17]
스탠스는 양궁자세에서 가장 기본이 되는 자세이다. 양 발의 넓이는 어깨넓이나 어깨 넓이보다 약간 넓은 것이 좋다.
- 스퀘어 스탠스(Square stance)

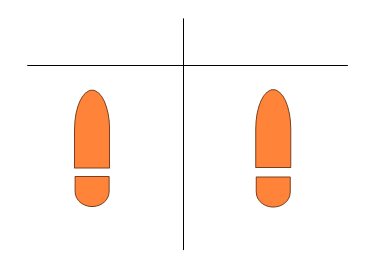
스퀘어 스탠스

가장 기본이 되는 스탠스. 양쪽 발 끝을 이은 선이 표적을 향하게 서는 자세이다. 표적을 자신의 정측면에 두며 서는 자세. 양 발의 넓이는 어깨넓이나 어깨 넓이보다 약간 넓은 것이 좋다. 초보자의 경우에는 스퀘어 스탠스(표준형)를 숙달한 후 자신의 체형과 자세에 알맞은 스탠스를 선택하는 것이 좋다.
- 오픈스탠스(Open stance)

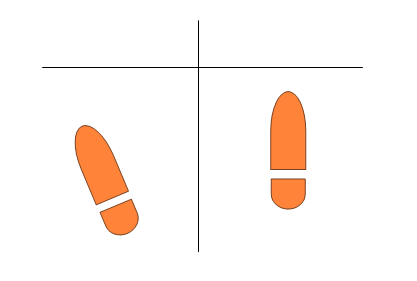
오픈 스탠스

스퀘어 스탠스에서 과녁에서 먼 발은 그대로 두고, 과녁과 가까운 발 (오른손잡이의 경우 왼발)을 약간 뒤로 두거나 그 발 끝을 바깥쪽으로 둠으로써 몸의 전면이 표적을 방향으로 열려있는 자세이다. 자신의 몸에서 10시 방향에 표적을 두는 자세. 오픈 스탠스를 사용할 경우는 발을 약간 넓게 두는 것이 몸의 중심을 유지 하는데 유리하다.

##### 노킹(Nocking)
현(활시위)에 화살을 끼우는 동작으로 항상 일정한 위치에 노킹을 하여야 한다. 레스트(Arrow Rest)에 화살이 올라가 있는지를 확인하는 것도 중요하다. 현대 양궁의 경우 그 위치를 노킹포인트라고 부르며 실또는 황동캡등을 이용하여 표시해둔다.

##### 그립(Grip)
활의 손잡이에 파지하는 방법이다. 그립은 양궁자세 중에서도 매우 중요하다. 활을 잡고 있는 손은 그립의 중심을 정확히 밀어야한다 이때 활을 손으로 움켜지지 말고 밀고만 있어야 한다. 그리고 발사 시에도 활을 잡으면 안 된다.

##### 후킹(Hookinh)
후킹은 현(String)을 당기기 전 손가락에 현을 거는 동작이다. 이때 손가락의 첫마디 안쪽에 현을 걸어 당겨서 앵커가 될 때 손가락의 첫 마디에 현이 걸려있으면 가장 효과적이다. 후킹을 할 때, 손목과 손가락의 관절에 힘이 들어가면 안 되고 부드럽게 유지하여야 한다.

##### 셋업(Set up)
활을 들어 올리는 동작이다. 셋업 시 미는 팔의 어깨를 아래쪽으로 내리며 이때 몸자세가 휘어지지 않도록 바르게 하여야 한다.

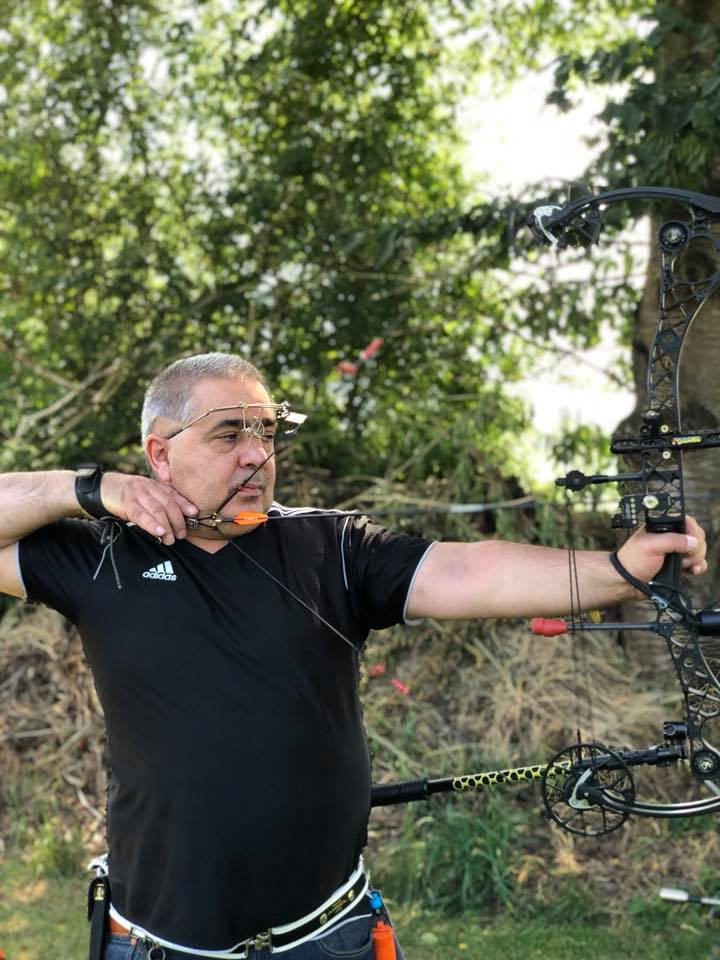
드로잉(Drawing) 후 앵커링(Anchoring)을 하고 있는 모습. 현이 입과 턱 근처에 닿아있다.

##### 드로잉(Drawing)
활을 당기는 동작이다. 활을 당길 때는 서서히 느낌을 가지고 당겨야 한다. 이 때 당기는 팔과 미는 팔은 양쪽으로 힘을 동일하게 분배 하여야 한다. 활을 당기는 팔의 팔꿈치 높이는 눈과 입 사이 정도의 위치가 가장 적합하다.

##### 앵커링(Anchoring)
당긴 활 시위를 고정하는 동작이다. 당기는 손을 턱의 아래에 고정하고 항상 일정한 위치에 고정 해야 한다. 이때 현은 턱과 입에 접촉되는 것이 일정성을 가질 수가 있다.

##### 릴리스(Release)
당긴 활 시위를 놓음으로써 화살을 발사하는 동작이다. 릴리스는 부드럽게 이루어지는 것이 좋으며 턱 아래의 선을 따라 귀 아래까지의 위치에서 실시하는 것이 가장 적절하다.

#### 팔로우 스로우(Follow through)
화살을 발사 하고 난 후의 팔의 힘을 2,3초 간 풀지 않고 자세를 유지하는 동작이다.

## 분류

### 국적에 따른 분류

#### 국궁

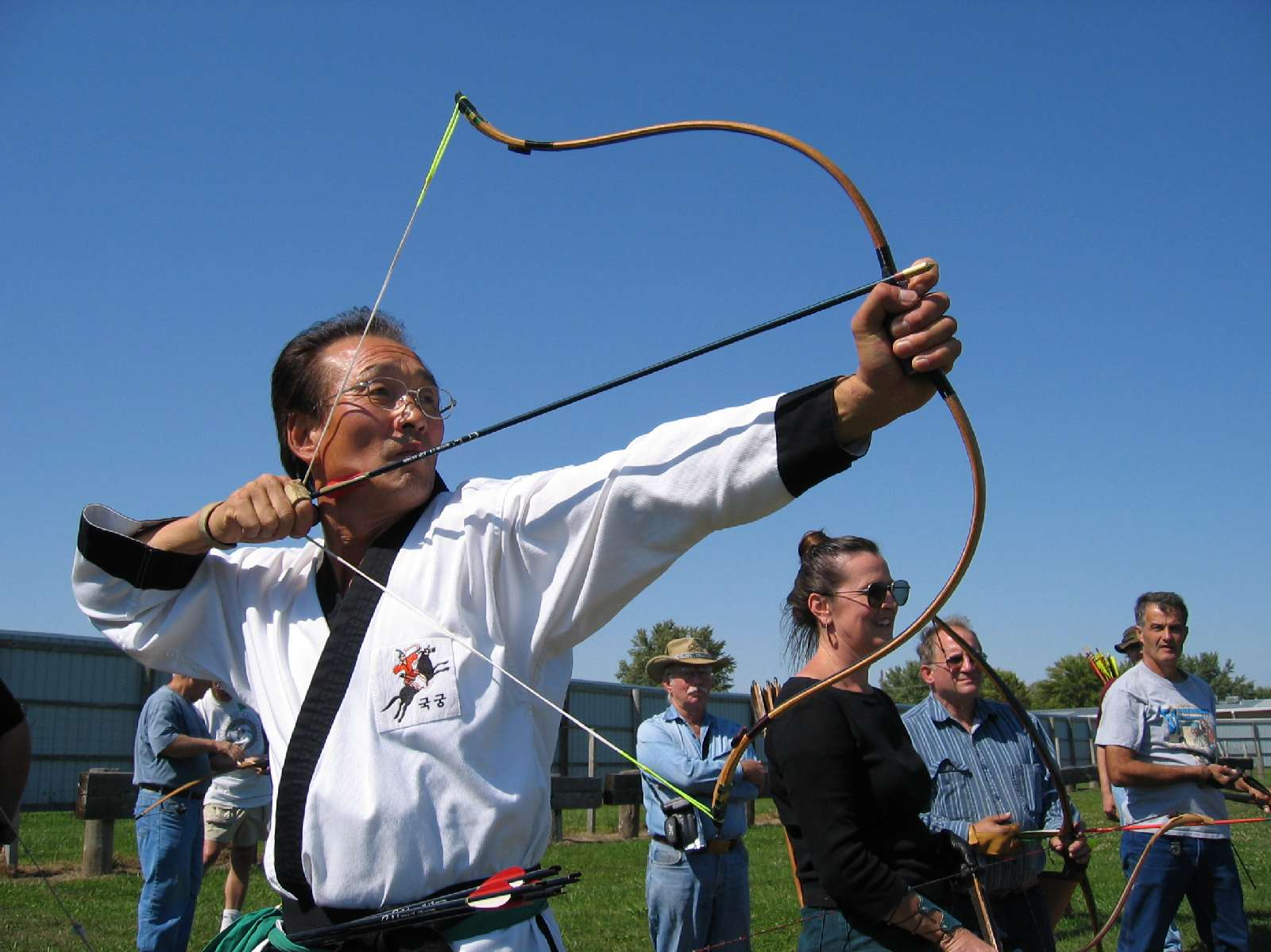
국궁의 일종인 각궁

한민족이 전통적으로 사용하던 활로서 활시위를 메기는 위치가 활 중심보다 위에 위치한 상단하장의 구조인 것이 특징이다.
재료에 따라 뼈를 사용한 골궁, 나무를 사용한 목궁, 대나무를 사용한 죽궁, 물소의 뿔 등을 사용한 유일하게 현존하는각궁, 쇠를 사용한 철궁으로 나눌 수 있고, 활의 용도에 따라 예식용 활인 예궁, 민간에서 사용하던 교자궁, 사냥용 및 놀이용으로 사용하던 탄궁, 군대에서 정식 전투용으로 사용하던 육량궁으로 나눌 수 있다.

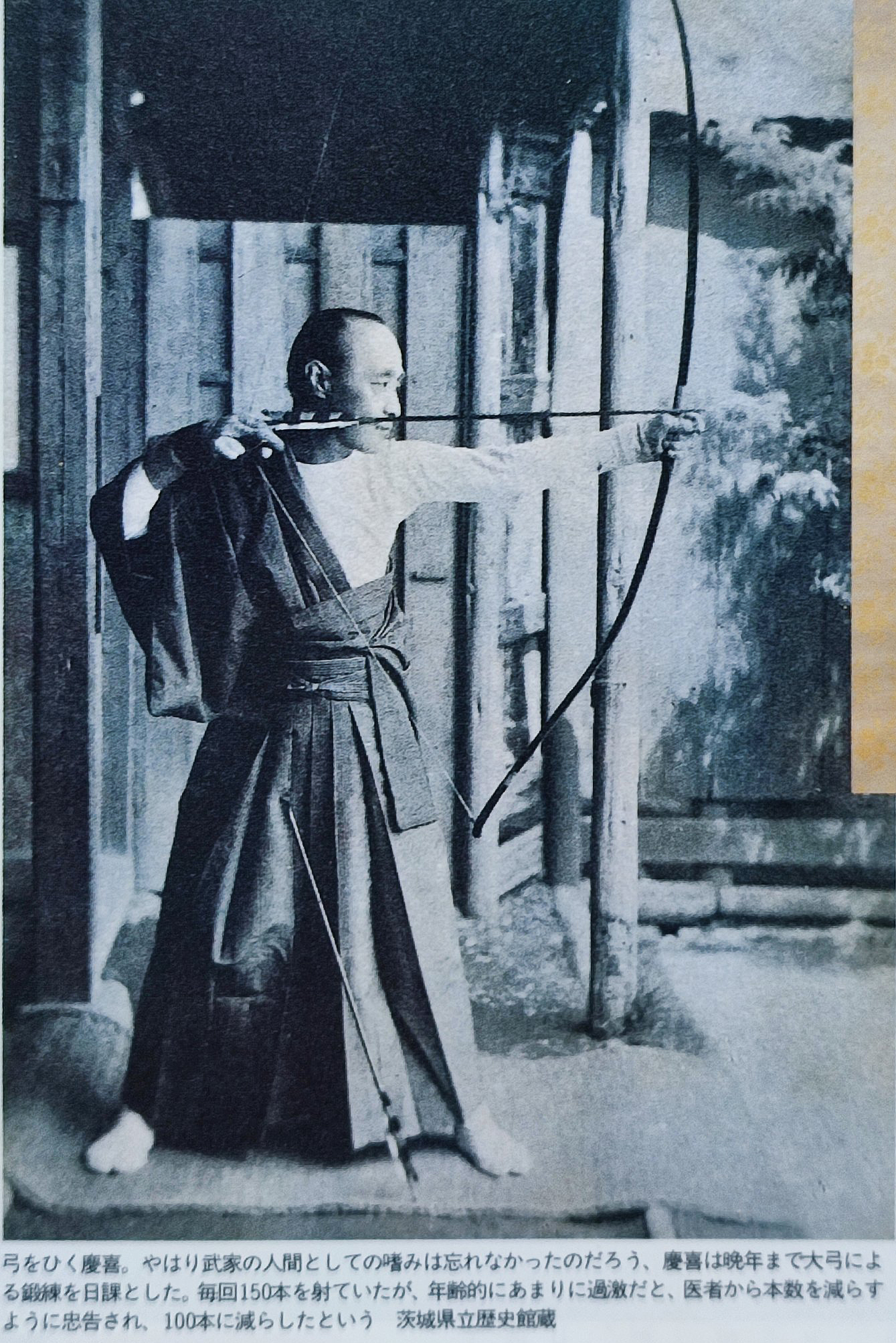
화궁

#### 화궁
일본 고유의 장궁으로서 2m가 넘는 길이의 활을 대궁, 그것보다 짧은 활은 반궁으로 부르며 길이상으로 세계에서 가장 긴 활에 속한다.
활시위를 메기는 위치가 활 중심보다 하단에 위치한 상장하단 구조라는 것이 특징인데, 이러한 구조로 인해 밸런스의 불균형이 발생하게 되며 국궁에 비해 발사하기 위해서는 고도의 기술이 필요하다.

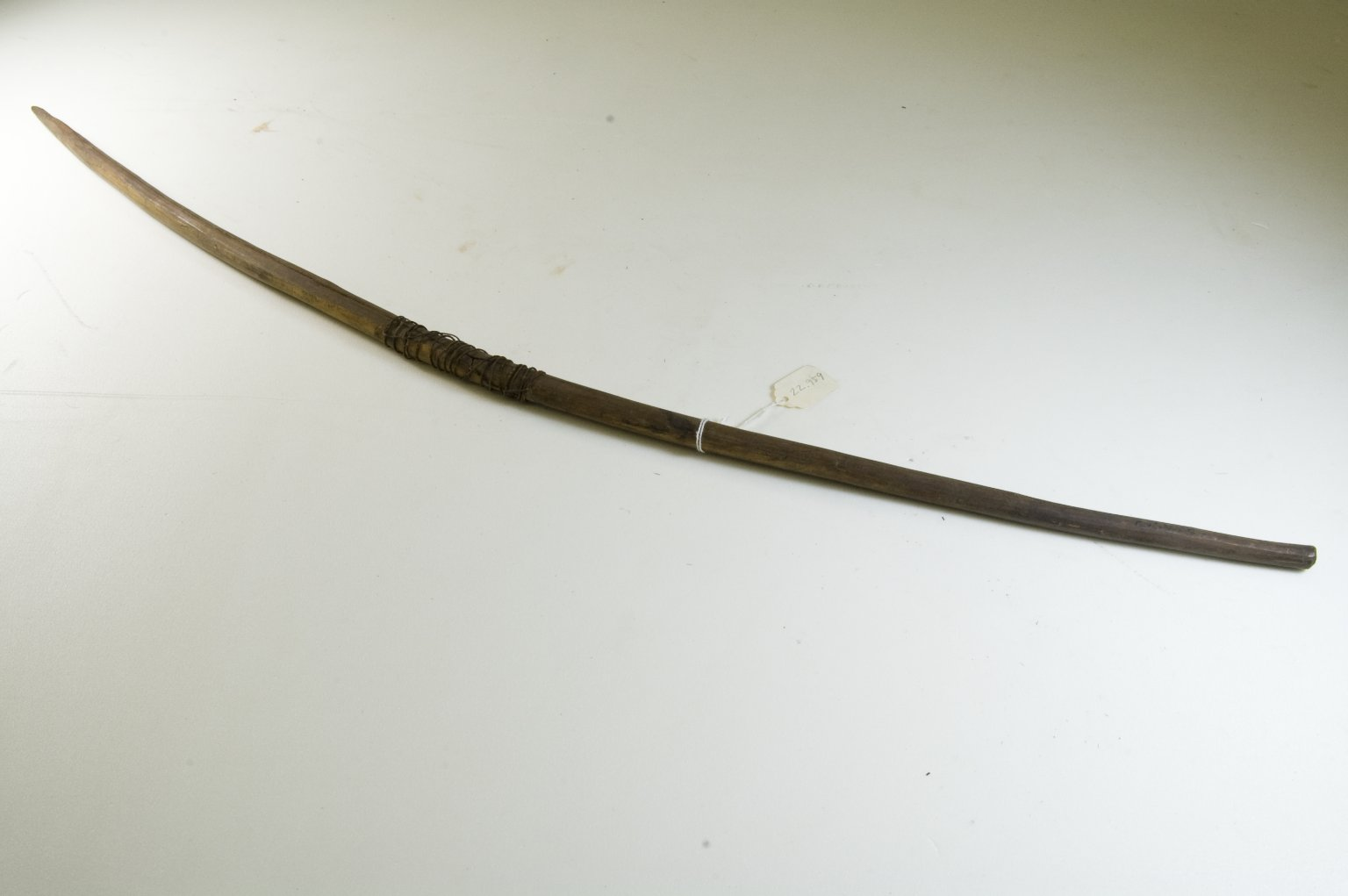
장궁

#### 장궁(Long Bow)
서양, 특히 영국에서 사용하던 장궁이다. 대략 1.8미터 정도의 길이로 주목을 깎아서 제작하는 것이 일반적이다. 평균 장력이 60kg이 넘어가는 특징으로 인해 국궁이나 화궁처럼 경직되고 꼿꼿한 자세에서 활을 쏘는 것이 아니라 몸 전체의 근력을 동원하는 역동적인 발사법을 사용해야 했다.
특유의 길이와 장력으로 인해 입문 장벽이 높고, 높은 숙련도가 필요한 무기였음에도 불구하고, 중세시대에서는 롱보우만큼 연사력, 살상력을 고루 갖춘 무기가 흔치 않았기에 영국군에서는 장기간 편제무기로서 사용되었다.

### 형상에 따른 분류

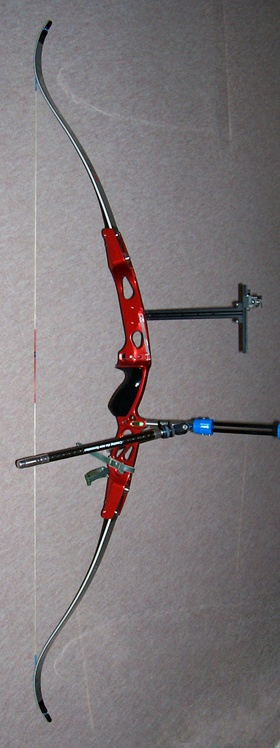
곡궁

#### 곡궁(Recurve Bow)
활의 시위를 거는 끝 부분을 전방으로 향하게 휘어만든 활이다. 리커브 형상에서 오는 지렛대의 원리로 일정하게 장력을 유지할 수 있고 시위를 당기기 전부터 이미 장력이 발생하고 있기에 적은 힘으로 큰 에너지를 만들어낼 수 있다. 비록 활 몸체에 가해지는 부담이 과해지고 내구도가 약해질 수 있다는 단점은 있으나, 조준을 오래 유지해야하거나 일정하게 강한 힘을 주기 힘든 마상전투등과 같은 상황에서 유리하게 작용할 수 있다.

#### 직궁(Flat Bow)
활의 단면이 평평한 일직선으로 되어있으며 이로 인해 응력이 고르게 분산되어 활 몸통에 대한 하중 역시 고르게 분산시켜 활에 가해지는 부담을 줄여준다는 특징을 가지고 있다. 이런 활에 가해지는 부담이 적다는 특징으로 인해 플랫 보우의 경우 어떤 재료로 만들더라도 활이 파손될 가능성을 낮추어 준다는 장점이 있다.

#### 장궁

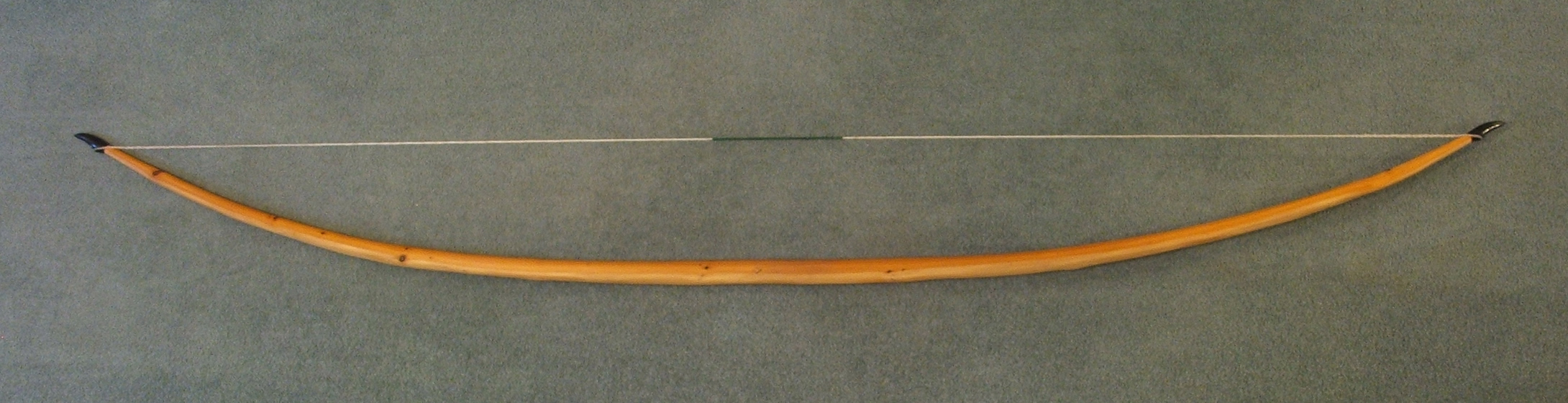
장궁

말 그대로 긴 활을 일컬으며, 특히 서양에서 주로 사용되었다. 단순한 구조로 인해 단일 목재재료로도 만들 수 있어 대량 양산이 쉬웠던 장궁은 긴 길이와 둥근 단면에 비해 좁은 면적으로 인해 비교적 탄성있는 나무들로 만들어야 했다.
장궁은 특히 중세시대에 잉글랜드나 웨일스의 주요 편제무기로서 활용되며 그 파괴력을 뽐낼 수 있었다. 이런 장궁은 16세기 초반까지도 널리 쓰였던 만큼 서양권 무기사에서는 빼놓을 수 없는 무기였다

#### 혼합궁(Compound Bow)

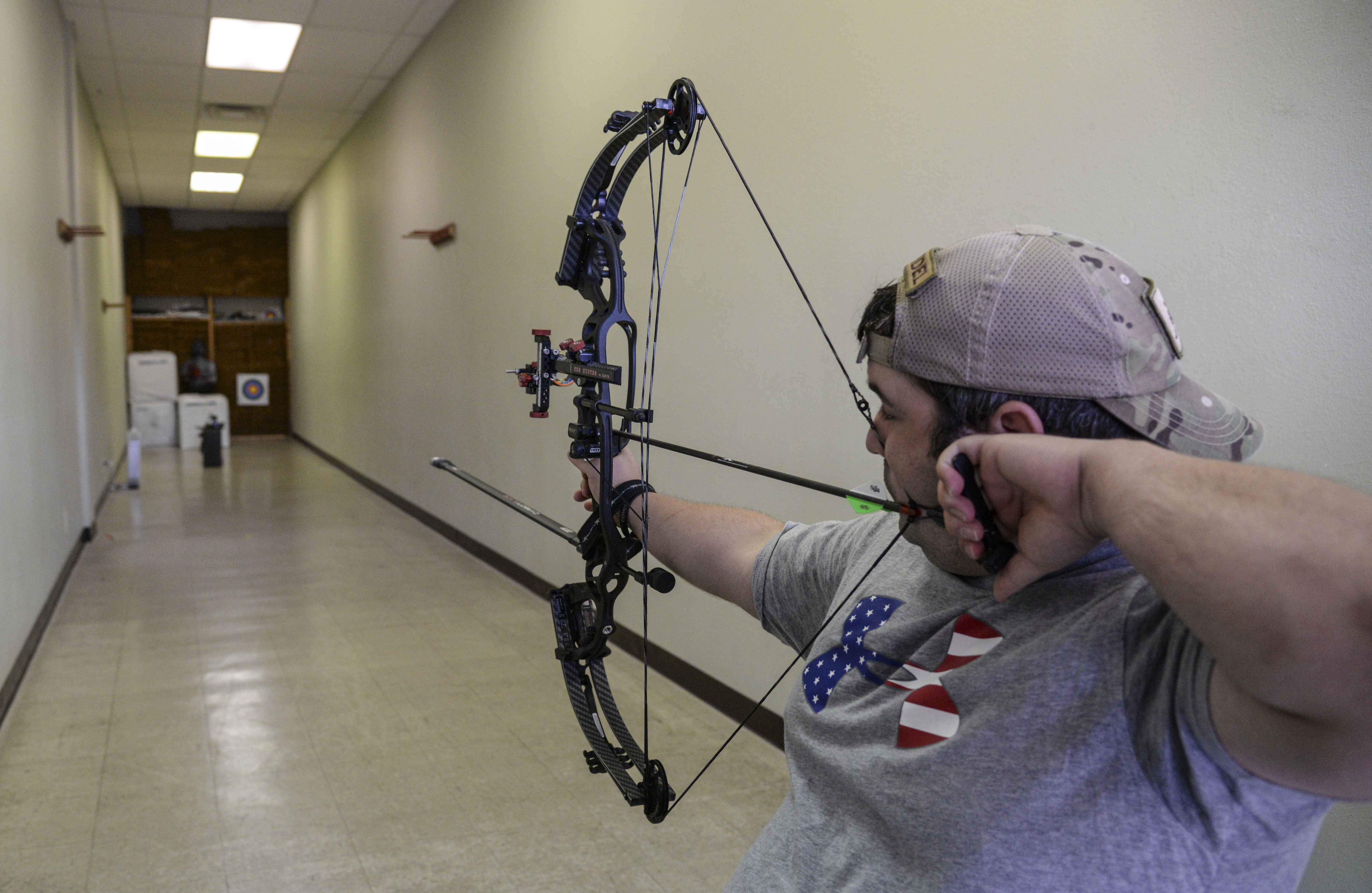
컴파운드 보우(Compound Bow)

1966년에 Holless Wilbur Allen에 의해 최초로 개발된 혼합궁(컴파운드 보우)은 케이블과 도르래의 원리를 적용한 활이다. 단순히 사용자의 팔 힘과 활에 작용하는 장력을 제외하고도 기계적인 힘을 통해 높은 에너지 효율을 보장하므로 활의 내구도, 안정성 확보는 물론 더 적은 힘을 통해 높은 파괴력을 얻을 수 있어 기존의 전통 활들보다 성능면에서 명백히 우위에 있는 활이다.
활 줄과 케이블은 주로 고탄성의 폴리에틸렌으로 제작되고, 인장 강도가 크고 신축성은 낮추는 방향으로 설계하여 활의 에너지를 효율적으로 화살로 전달하여 파괴력을 극대화시킬 수 있다.

쇠뇌

#### 쇠뇌(Cross Bow)
사람의 힘으로 당기지 않고 고정틀에 물리며, 화살을 위에 올려 발사장치를 활용해 화살을 발사하는 기계식 활이다. 기계식 구조를 활용하기 때문에 다른 활들에 비해 사용자에게 요구되는 힘의 수준이 낮아 초심자도 쉽게 사용할 수 있고, 정확도 역시 높다. 또한, 덫으로 사용하는 등 사용폭이 매우 넓었으며 일반 활에 비해 은밀하게 사용할 수 있었다는 점도 큰 장점이지만 오히려 추가적으로 기계식 구조를 활용하기에 발사 속도가 느리다는 단점 역시 가지고 있었던 활의 일종이다.

### 소재에 따른 분류

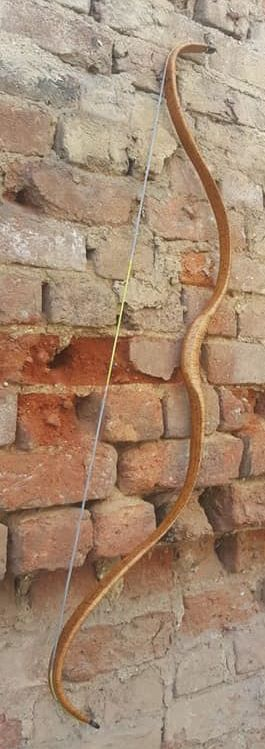
셀프보우(Self Bow)

#### 단궁(Self Bow)
나무만을 이용해 만든 활로 단궁 혹은 셀프 보우로도 불린다. 나무만을 이용해 만들기 때문에 만들기 정말 쉽다는 장점이 있고, 나무의 탄성을 이용하기 때문에, 저렴한 제작 비용과 걸리는 제작 시간 대비 강력한 성능을 낼 수 있다는 장점이 있다. 또한 다른 소재가 거의 섞이지 않았기 때문에, 접착제 등도 사용하지 않아 습도에도 비교적 강하고 초심자들도 쉽게 만들고 사용할 수 있다.

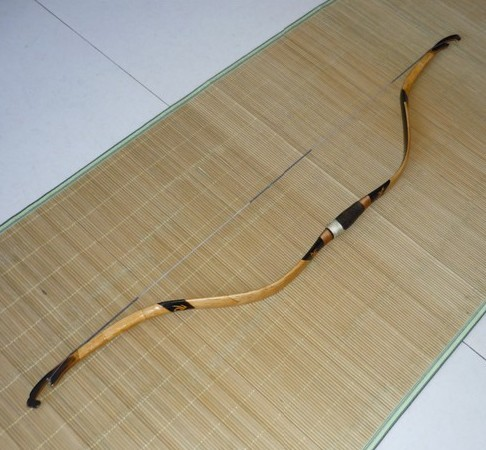
라미네이트 보우(Laminated Bow)의 일종

#### 복합궁(Laminated Bow)
복합궁으로도 불리는 라미네이트 보우는 여러 종류의 나무재료를 겹쳐서 만드는 활로서 기원전 2천여년 전부터 존재해왔던 것으로 알려져있다. 영국의 롱보우(Long Bow)나 일본의 화궁이나 죽궁 등이 라미네이트 보우에 속한다. 셀프보우(Self Bow)보다 활에 재료의 다양성을 추가하여 구조를 보강하고, 습기 등에 대한 저항력을 더 높인 종류의 활이다.

#### 합성궁(Composite Bow)
합성궁으로 불리는 컴퍼짓 보우는 라미네이트 보우와 달리 목재 여러 종류를 섞은 것이 아니라 목재를 포함한 여러 종류를 섞어서 만드는 활이다. 여러 종류의 재료를 혼합하여 만들 수 있기 때문에 힘의 효율성을 추구하기 쉬워 활의 크기를 작게 만들면서도 높은 힘을 내도록 제작할 수 있다. 때문에 이동중이거나 활을 당기는데 집중하기 힘든 경우에도 컴퍼짓 보우는 큰 힘이 될 수 있다. 다만 말그대로 여러 종류의 재료를 혼합하는 것이므로 초심자가 만들고 사용하기에는 적합하지 않고 건조하게 유지하지 못한다면 접착이 약해질 수 있다.

## 같이 보기
- 화살
- 각궁
- 장궁
- 단궁
- 히고유미
- 양궁
- 쇠뇌
- 신기전
- 투석기
- 합성궁
- 몽고궁

## 참고문헌
1. (1992) The Traditional Bowyers Bible Volume 1. The Lyons Press. ISBN 1-58574-085-3
2. Paterson, W. F. "Encyclopaedia of Archery". St. Martin's Press, 1984, p. 18.
3. Karpowicz, Adam (2008), Ottoman Turkish bows, manufacture and design, Adam Karpowicz,
4. 김성구,and Kim Seong-Gu. "고구려의 활과 화살 - 1km 날아간 '고구려 화살'." 과학과 기술 35.11 (2002): 34-35.\
5. 정영상(Yeongsang Jeong),and 김성신(Sungshin Kim). "Artificial Neural Network를 이용한 화살 성능에 대한 연구." 한국지능시스템학회논문지 24.5 (2014): 548-553.
6. 최석규. "활쏘기의 스포츠ㆍ인류학적 가치에 대한 담론." 스포츠인류학연구 12.2 (2017): 39-56.
7. 정원열. "『최종병기 활』을 통해 본 활의 역사적 고찰." 군사연구 -.132 (2011): 253-273.
8. 정진명, <이야기 활 풍속사> (학민사, 2000)
9. 김형국, <활을 쏘다> (효형, 2006)
10. 영집궁시박물관, <활 동서양의 만남> (영집궁시박물관, 2004)
11. 김후, <활이 바꾼 세계사> (가람기획, 2005)